# البريكست والحدود الأيرلندية

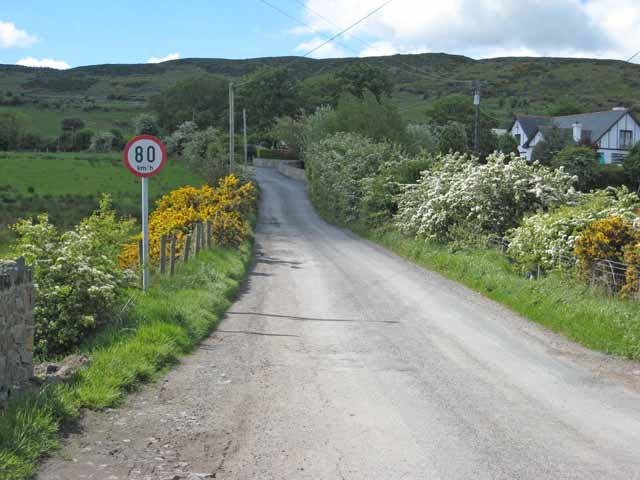
تعبر هذه الطريق في كيلين (بالقرب من نيوري) الحدود بين المملكة المُتحدة وجمهورية أيرلندا، وقد تم وضع علامة تحديد سُرعة على أحد جانبيها بالكيلومتر/ساعة (تستخدم أيرلندا الشمالية ميل في الساعة).

يشير تأثير البريكست على الحدود الإيرلندية إلى التغييرات في التجارة والجمارك وفحوصات الهجرة والاقتصادات المحلية والخدمات والاعتراف بالمؤهلات والتعاون الطبي ومسائل أخرى، بعد خروج بريطانيا من الاتحاد الأوروبي، حيث ستُصبح حدود جمهورية أيرلندا والمملكة المتحدة على جزيرة أيرلندا الحدود البرية الخارجية الوحيدة بين الاتحاد الأوروبي والمملكة المتحدة.
بعد تصويت برلمان المملكة المتحدة على مُغادرة الاتحاد الأوروبي، أكدت جميع الأطراف أنها تريد تجنب إقامة حدود فعلية في أيرلندا، خاصة بسبب الطبيعة الحساسة تاريخيا لهاته الحدود. كانت قضية الحدود الإيرلندية واحدة من مجالات التفاوض الرئيسية الثلاثة في اتفاقية الانسحاب المُقترحة. بعد خروج المملكة المتحدة من الاتحاد الأوروبي في 31 يناير 2020، أصبحت هذه الحدود تُعد حدودا بين الاتحاد الأوروبي ودولة خارجية. تُلزم اتفاقية الانسحاب من الاتحاد الأوروبي المملكة المتحدة بالحفاظ على حدود مفتوحة في أيرلندا، بحيث (في كثير من النواحي) الحدود الفعلية بين الجزيرتين هي البحر الأيرلندي.
وهذا يتطلب الإنفاذ المستمر لمنطقة السفر المشتركة وكذلك التجارة الحرة للسلع (بما فيها الكهرباء) بين أيرلندا وأيرلندا الشمالية. يتعين على المملكة المتحدة اتباع قانون الاتحاد الأوروبي في أيرلندا الشمالية فيما يتعلق بهذه المناطق مع صلاحية محكمة العدل الأوروبية في تفسير القانون.

## خلفية

### استقلال أيرلندا
في عام 1922، انفصلت الدولة الأيرلندية الحرة المكونة من 26 مقاطعة رسميًا عن المملكة المتحدة كدولة تتمتع بالحكم الذاتي بموجب شروط المعاهدة الإنجليزية الأيرلندية، ما مهد الطريق للاستقلال الوطني الكامل، في حين أن أيرلندا الشمالية المكونة من ست مقاطعات بقيت جزءًا من المملكة المتحدة. وبالتالي، أصبح الخط الفاصل بين هذين الجزأين من الجزيرة حدودًا دولية. أصبحت التجارة في السلع والخدمات عبر هذه الحدود خاضعة لترتيبات ضريبية وتعريفة مختلفة، وتم إنشاء بنية تحتية للمراكز الجمركية في نقاط العبور المحددة. باتت كافة حركات التجارة والمرور تخضع لتفتيش الولاية القضائية التي تدخلها. قد يستلزم ذلك عمليات تفتيش كاملة للمركبة مع ما يترتب على ذلك من تأخير وإزعاج. لكن لم يتم تطبيق فحص جوازات السفر لأن جمهورية أيرلندا وأيرلندا الشمالية كانتا جزءًا من منطقة السفر المشتركة.

### روابط أوثق
أدى عدد من اتفاقيات التجارة الحرة الثنائية والمتعددة الأطراف إلى جعل عمليات فحص البضائع أقل تدخلًا؛ وأدى استكمال السوق الأوروبية الموحدة في عام 1992 إلى إلغاء عمليات الفحص على البضائع تدريجيًا. ومع ذلك، خلال حقبة المشاكل في أيرلندا الشمالية، كانت ثمة نقاط تفتيش عسكرية بريطانية على المعابر الحدودية الرئيسية، وجعلت قوات الأمن البريطانية بعض المعابر المتبقية، وليس كلها، غير سالكة. في عام 2005، في تنفيذ مرحلي لاتفاق الجمعة العظيمة لعام 1998، أُزيلت آخر نقاط التفتيش الحدودية.

### اتفاق الجمعة العظيمة
منذ عام 2005 تقريبًا، بات يُنظر إلى الحدود على أنها غير مرئية مع بنية تحتية مادية بسيطة أو معدومة، إذ أُزيلت الحواجز الأمنية ونقاط التفتيش بسبب العمليات التي وضعتها اتفاق الجمعة العظيمة (أو اتفاقية بلفاست) الموقعة في عام 1998. تتمتع هذه الاتفاقية بوضع معاهدة دولية بين المملكة المتحدة وجمهورية أيرلندا (الاتفاقية البريطانية الأيرلندية)، فضلًا عن اتفاقية الأطراف داخل أيرلندا الشمالية (اتفاقية متعددة الأطراف).
بعد البريكست، أصبحت الحدود بين أيرلندا الشمالية وجمهورية أيرلندا حدودًا خارجية للاتحاد الأوروبي. من الناحية النظرية، يمكن أن تعود الحدود «الصارمة» بعدد أقل من مراكز العبور الخاضعة للمراقبة لدعم البنية التحتية الجمركية الضرورية. أوضح كلا الفريقين المفاوضين من الاتحاد الأوروبي والمملكة المتحدة أن هذه النتيجة لن تكون مقبولة في أي اتفاق خروج نهائي.
علق السناتور الأمريكي جورج ميتشل الذي ترأس المفاوضات الخاصة باتفاقية بلفاست، بأنه يعتقد أن إنشاء نظام مراقبة الحدود بين جمهورية أيرلندا وإيرلندا الشمالية قد يعرض الاتفاقية للخطر. أشارت الأبحاث المنشورة في 18 فبراير 2019 من قبل السناتور الأيرلندي مارك دالي ورئيسا اليونسكو إلى أن إعادة الحدود الصارمة ستؤدي إلى عودة العنف.

### استفتاء بريكست في أيرلندا الشمالية
في استفتاء المملكة المتحدة لعضوية الاتحاد الأوروبي في يونيو 2016، صوتت إيرلندا الشمالية بنسبة 55.8% مقابل 44.2% لصالح البقاء في الاتحاد الأوروبي. في استطلاع للرأي أجري في تشرين الثاني (نوفمبر) 2018 بتفويض من قناة بي بي سي أيرلندا الشمالية وراديو وتلفزيون أيرلندا (جمهورية أيرلندا)، اعتقد 61% ممن شملهم الاستطلاع أن خروج بريطانيا من الاتحاد الأوروبي لا ينبغي أن يتم إذا كان المقابل إقامة حدود صارمة (مقابل 36% يجب أن يتم، و3% لا أعلم).

### الحدود الصارمة
في سياق البريكست، تعني «الحدود الصارمة» تلك الحدود التي تحوي عدد محدود من نقاط العبور المصرح بها (وخاضعة للرقابة ماديًا)، ويعمل بها ضباط الجمارك والشرطة وتدعمها القوات العسكرية في أوقات التوتر. يُطلب من سائقي المركبات العابرة التصريح عن البضائع المنقولة، ويجب على شركات النقل التجارية تقديم بوالص الشحن وإثبات أن البضائع تتوافق مع الحد الأدنى من معايير المنطقة التي يجري إدخالها إليها. قد تكون التعريفات الجمركية (بشكل رسوم جمركية) واجبة السداد. كان الحال هكذا على الحدود منذ عام 1923 حتى القانون الأوروبي الموحد في عام 1993. (في هذا السياق، لا تعني «الحدود الصارمة» حدودًا محصنة، ولكن خلال المشاكل في أيرلندا، حظرت قوات الأمن البريطانية العديد من المعابر غير المصرح بها لأسباب أمنية. وبموجب شروط اتفاقية منطقة السفر المشتركة، يتمتع المواطنون البريطانيون والأيرلنديون بحرية عبور الحدود دون أي ضوابط لجوازات السفر).

## مفاوضات الانسحاب

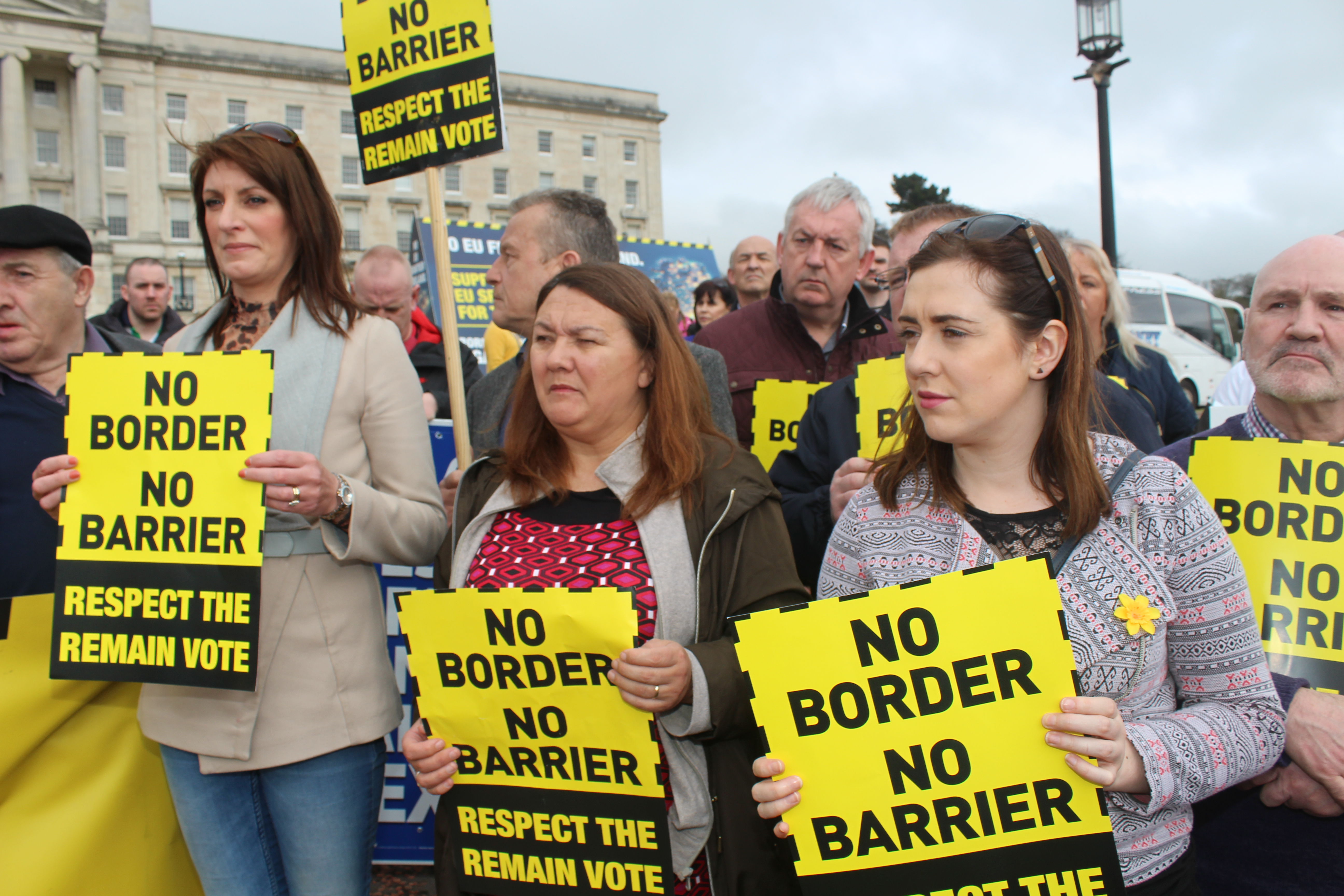
احتجاج حزب شين فين (Sinn Féin) ضد الحدود الصارمة في ستورمونت بعد بريكست

### مواقف على الحدود الأيرلندية

#### المملكة المتحدة
قالت حكومة المملكة المتحدة إن البريكست لن يعني عودة الحدود الصارمة. وفقًا لتصريحات في عام 2016 صادرة عن رئيسة وزراء المملكة المتحدة آنذاك تيريزا ماي والتيشخ الأيرلندي إندا كيني، فإن الهدف هو الحفاظ على هذا الترتيب بعد مغادرة المملكة المتحدة للاتحاد الأوروبي.
في سبتمبر 2016، صرح وزير البريكست (آنذاك)، ديفيد ديفيس، أن حكومة المملكة المتحدة لن تسعى للعودة إلى الحدود الصارمة بين المملكة المتحدة وجمهورية أيرلندا.
في أكتوبر 2016، ذكرت صحيفة الغارديان أن المقترحات البريطانية لتجنب الحدود الصارمة عبر «السعي إلى نقل الخطوط الأمامية لرقابة الهجرة [البريطانية] لموانئ ومطارات أيرلندا» قد لاقت «إشارات [دعم]» من قبل بعض أعضاء حكومة إندا كيني. ومع ذلك، بحلول عام 2017، صرح متحدث باسم الحكومة الأيرلندية الجديدة، برئاسة ليو فارادكار، أن هذه التقارير كانت «مضللة» وأن «لعب المسؤولين البريطانيين دور وكلاء حدوديين في أيرلندا أمر غير وارد».
في وثيقتها البيضاء عن البريكست، كررت حكومة المملكة المتحدة التزامها باتفاق الجمعة العظيمة. وفيما يتعلق بوضع أيرلندا الشمالية، قالت إن «تفضيل حكومة المملكة المتحدة المعلن بوضوح هو الاحتفاظ بالموقف الدستوري الحالي لأيرلندا الشمالية: كجزء من المملكة المتحدة، إنما مع روابط قوية مع أيرلندا».

#### جمهورية ايرلندا
كان موقف الحكومة الأيرلندية هو تقليل الإشارة العلنية إلى عمليات التفتيش على الحدود لتجنب المواجهة مع أحزاب المعارضة في دويل أيرن وتهدئة المخاوف القومية والوحدة في إيرلندا الشمالية. تم الإدلاء بتصريحات متكررة من قبل كبار السياسيين في الحكومة نفوا فيها وجود خطط لحدود صارمة. أثارت أحزاب المعارضة المخاوف من أن الحكومة ليست صريحة بشأن مخاطر الحدود الصارمة والتخطيط لها. تم تسجيل تحذير خاص موجه من التانيست سيمون كوفيني لوزير النقل شين روس في أعقاب مؤتمر صحفي على الميكروفونات الحية. في إشارة إلى عمليات التفتيش على الحدود، قال كوفيني: «لا يمكننا مناقشة أين ستتم عمليات التفتيش في هذه المرحلة. يمكن أن تتم في البحر. يمكن أن تتم ... ولكن بمجرد أن تبدأ الحديث عن عمليات تفتيش في أي مكان بالقرب من الحدود، فإن الناس ستبدأ الخوض في ذلك، وفجأة سنكون الحكومة التي أعادت إدخال الحدود الصارمة إلى جزيرة أيرلندا».
في استطلاع للرأي أجرته سكاي داتا في فبراير 2019، أيد 79% من المستجيبين مطالبة الحكومة الأيرلندية بضمان قانوني بعدم وجود حدود صارمة، حتى لو عنى ذلك المجازفة بانسحاب المملكة المتحدة من الاتحاد الأوروبي دون اتفاق في 29 مارس. في نفس الاستطلاع، أيد 81% قطع العلاقات الاقتصادية مع المملكة المتحدة في حال الإجبار على الاختيار، بينما أيد 19% قطع العلاقات مع الاتحاد الأوروبي لصالح المملكة المتحدة للحفاظ على الحدود المفتوحة.